# Aufbereitungsmechaniker

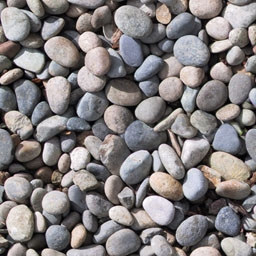
Grober Kies sortiert

Der Aufbereitungsmechaniker beschäftigt sich mit der Aufbereitung von Steinkohle, Sand, Kies und Natursteinen sowie mit den zur Aufbereitung notwendigen Anlagen. Diese müssen gewartet und deren ordnungsgemäßer Betrieb überwacht werden. Die Berufsausbildung ist gesetzlich geregelt.

## Fachrichtungen
Aufbereitungsmechaniker arbeiten gemäß § 2 AmAusBV in fünf Fachrichtungen:
- Naturstein
- Feuerfeste und keramische Rohstoffe
- Sand und Kies
- Steinkohle
- Braunkohle

Aufbereitungsmechaniker besitzen technisches Verständnis im Umgang mit den Aufbereitungsmaschinen und arbeiten häufig im Team. Anstellung finden Aufbereitungsmechaniker bei Natursteinwerken, steinverarbeitenden Betrieben, Sand- und Kiesgewinnungsbetrieben, Aufbereitungsanlagen von Steinkohlenbergwerken sowie Recyclingbetrieben. 
Durch die Wiederverwertung von Baustoffen hat sich das Aufgabenfeld des Aufbereitungsmechanikers auch auf das Recycling von Baustoffen ausgedehnt. Abbruchmaterial bestehend aus Beton, Keramik oder Naturstein muss mit Hilfe von Aufbereitungsanlagen sowohl zerkleinert als auch getrennt werden und kann so wiederverwertet werden.

## Ausbildung
Die Ausbildung ist geregelt in der Verordnung über die Berufsausbildung zum Aufbereitungsmechaniker/zur Aufbereitungsmechanikerin (AMAusbV); sie dauert drei Jahre.

## Weiterbildung
- Ausbilder
- Techniker Maschinen- und Umwelttechnik
- Techniker Aufbereitungstechnik
- Techniker Betriebswissenschaft
- Industriemeister Aufbereitungs- und Verfahrenstechnik

mit Fachhochschulreife:
- Dipl.-Ingenieur/-in Aufbereitung und Veredelung